# Benthodesmus simonyi
Benthodesmus simonyi és una espècie de peix pertanyent a la família dels triquiúrids.

## Descripció
- Pot arribar a fer 130 cm de llargària màxima.
- Cos platejat amb les mandíbules i l'opercle negrosos.
- L'interior de la boca i de les cavitats branquials és de color negre.
- 44-46 espines i 104-109 radis tous a l'aleta dorsal i 2 espines i 93-102 radis tous a l'anal.
- 153-158 vèrtebres.[6][7]

## Depredadors
És depredat per Himantolophus groenlandicus.

## Hàbitat
És un peix marí i bentopelàgic que viu entre 200 i 900 m de fondària (72°N-16°N, 67°W-20°E), el qual viu al talús continental i les elevacions submarines. Els joves són mesopelàgics.

## Distribució geogràfica
Es troba a l'Atlàntic nord: Terranova (el Canadà), Bermuda, Nova Anglaterra (els Estats Units), Islàndia, Noruega, Portugal (incloent-hi Madeira), el Marroc, el Sàhara Occidental i les illes Canàries.

## Observacions
És inofensiu per als humans.